# August Rush
August Rush (bra: O Som do Coração; prt: August Rush - O Som do Coração) é um filme americano de 2007, do género drama, dirigido por Kirsten Sheridan e escrito por Nick Castle, James V. Hart, Kirsten Sheridan e Paul Castro, e produzido por Richard Barton Lewis. Foi descrito como uma versão atual da história de Oliver Twist, do escritor inglês Charles Dickens.

## Enredo
O personagem principal, Evan Taylor, ouve música por todo o lado. Ele está a ser levado de um orfanato, sem contato com os seus pais, embora ele insista que pode os "ouvir". Evan acredita que a música que ele pode ouvir em tudo, desde o vento nos campos de trigo ao fervilhante das linhas eléctricas, é uma espécie de mensagem dos seus pais, a quem ele quer desesperadamente encontrar. Durante a sua estada no orfanato, Evan se reúne com um assistente social, que lhe entrega seu cartão com o número dele, para que ele possa lhe ligar sempre que precisar.
Através de uma série de flashbacks, nós descobrimos que seus pais são uma famosa violoncelista chamada Lyla Novacek e um guitarrista irlandês, cantor de uma banda rock chamado Louis Connelly. Eles se conheceram uma noite e imediatamente apaixonaram-se, mas através de uma série de eventos foram separados. Mais tarde, Lyla descobre estar grávida, o que não era do agrado de seu pai, que disse a ela que seu filho não havia sobrevivido quando foi atropelada por um carro no fim da gestação. Lyla e Louis tinham dificuldades para concentrar-se na reprodução de música e sentiam a falta um do outro.
Evan então resolve seguir o som do coração e tem consigo o cartão do assistente social, mas acaba por adormecer. Evan é pego por um motorista de caminhão e é levado para Nova York. O motorista lhe diz para ficar em um determinado local, Maravilhado com o som da cidade, ele se distrai e acaba perdendo o cartão do assistente social, quando o vento sopra o cartão para um orifício. Evan vagueia pela cidade e encontra um menino chamado Arthur tocando guitarra. Atraído pela música, ele segue Arthur e cai na rua com um grupo de crianças, todos músicos de algum tipo de instrumento, que estão a ser tratadas por "Wizard". Wizard vê os filhos como "investimentos". Evan obtém acesso a um violão e começa a tocar música pela primeira vez. Ele transforma-se numa criança prodígio e ao mesmo tempo em busca de um melhor nome, Wizard lhe dá o nome de August Rush.
O pai de Lyla confessa que o filho dela sobreviveu depois de tudo e que ele forjou a sua assinatura em documentos dando a criança para o Estado, para adoção, pois ele temia que a criança atrapalhasse a carreira musical de Lyla. Lyla vai para Nova York em busca de seu filho. Entretanto, o pai de Evan, Louis também começou a tocar novamente, e ao tentar rastrear Lyla, também acabou de volta na cidade de Nova York, onde inicialmente conheceram-se.
Entretanto, o assistente social está à procura de August e suspeita do Wizard que avisa à policia que o segue. Eles condenaram o teatro em que vivem as crianças e Wizard. Após fugir, August ouve um coro cantando numa igreja e encontra uma garotinha que canta no coro. Ela ensina-lhe a ler e escrever música, e ele passa a a tocar órgão como se já tocasse antes. O pastor da igreja leva August à Juilliard, famosa escola de música de Nova Iorque, onde ele faz uma audição brilhantemente  e acaba por escrever uma magnífica peça chamada "August's Rhapsody", que vai ser realizado ao ar livre na cidade de Nova York, no Central Park com a Filarmônica. Por coincidência, Lyla Novacek, que tem sido repetidamente convidada à tocar novamente com a filarmônica, concorda em fazê-lo.
Mas Wizard quer ganhar dinheiro com August e tendo encontrado ele novamente através do concerto propagandista, ele convence August a sair da Juilliard. August relutantemente vai com ele. Sob supervisão de Wizard, August volta a tocar numa praça, quando um guitarrista começa a tocar junto com ele, é o seu pai Louis Connelly, que não sabe que tem um filho. August diz que ele tem um grande concerto próximo, mas que ele não pode ir. Louis diz a ele que, se ele tivesse um grande concerto, ele não iria perder isso por nada. August decide que ele deve ir ao concerto. Mas, primeiro, ele tem que ficar longe de Wizard.
No dia do concerto, August está na estação de metro com Wizard e Arthur, contando dinheiro. August pretende sair e vai para longe de Wizard (que é atordoado por um golpe na cabeça com um violão por Arthur) e chega ao concerto a tempo para conduzir a sua peça tão esperada. Lyla está deixando a performance, que coincidentemente é atraída pela música e gira em torno de se aproximar do palco. Ao mesmo tempo, Louis e a sua banda estão num carro. Ele gosta da música, ele ouve-a e quer saber o que é. Ele vê o nome de Lyla no anúncio da performance, sai do carro e segue a música. Depois de se aproximar do palco, ele avista o condutor que era o garoto que ele conheceu no parque. E, novamente, por coincidência ele encontra Lyla, ao lado dele, ouvindo a música. Como Lyla vai se aproximando do palco, Louis segue e fica ao lado dela, segurando a sua mão. Lyla então olha para o lado e vê Louis. Quando a peça termina, August gira à multidão e os três reconhecem-se. O filme termina quando ela se desbota fora do concerto no Central Park, com August dizendo no fundo, "A música é tudo o que nos rodeia. Tudo que você tem que fazer é ouvir".

## Elenco
- Freddie Highmore - Evan Taylor
- Keri Russell - Lyla Novacek
- Jonathan Rhys Meyers - Louis Connelly
- Robin Williams - Wizard
- Terrence Howard - Richard Jeffries (Assistente Social)
- William Sadler - Thomas Novacek
- Jamia Simone Nash - Hope
- Kaki King - Mãos de Evan Taylor (para todas as partes de viola)
- Leon Thomas III - Arthur
- Alex O'Loughlin - Marshall

## Música
- "Break"
Por Steve Erdody e Jonathan Rhys Meyers
- "Moondance"
Escrita por Van Morrison, cantada por Jonathan Rhys Meyers
- "This Time"
Escrita por Chris Trapper, cantada por Jonathan Rhys Meyers
- "Bari Improv"
Escrita por Mark Mancina e Kaki King, cantada por Kaki King
- "Ritual Dance"
Escrita por Michael Hedges, cantada por Kaki King
- "Raise It Up"
Escrita por Impact Repertory Theatre, cantada por Jamia Simone Nash e Impact Repertory Theatre
Nomeada para um Óscar da Academia para Melhor Canção Original
- "Dueling Guitars"
Escrita por Heitor Pereira, cantada por Heitor Pereira e Doug Smith
- "Something Inside"
Por Steve Erdody e Jonathan Rhys Meyers
- "Someday"
Escrita por John Legend
- "August's Rhapsody"
Na cena final com Lyla e Louis, é tocado Adagio-Moderato por Edward Elgar no Cello Concerto em E Menor.

Excepto "Dueling Guitarras", todas as músicas são tocadas pela guitarrista e compositora americana Kaki King.
O compositor Mark Mancina esteve a compor mais de um ano e meio para o filme. "O coração da história é saber como reagir e se conectar através da música. É sobre este jovem rapaz que acredita que ele vai encontrar os seus pais através de sua música. Isso é o que o impulsiona." O último tema do filme foi composto em primeiro lugar. "Dessa maneira eu poderia ter bocados e partes da peça que terminam e que dizem respeito às coisas que estão acontecendo na vida da personagem principal. Todos os temas são peças do puzzle, de modo a que o termo significa alguma coisa". A música foi gravada no Todd-AO Scoring Stage e no Eastwood Scoring Stage da Warner Bros.

## Recepção
No USA Today, Claudia Puig comentou que "August Rush não será para todos, mas funciona se você entregar o seu sentimentalismo à música." O The Hollywood Reporter comentou positivamente o filme, escrevendo "a história é sobre o modo como músicos e a música se conecta pessoas, de modo a que as canções do filme, criada pelos compositores Mark Mancina e Hans Zimmer, dá um capricho poético implausível à história."
No Rotten Tomatoes, 36% dos críticos deram opiniões positivas sobre o filme, baseadas em 110 opiniões. O consenso foi que "embora apresentando um elenco talentoso, August Rush não tem uma uma boa direcção nem um enredo muito consistente." No Metacritic, o filme teve uma pontuação média de 38 em 100, baseadas em 27 opiniões.
Pam Grady no San Francisco Chronicle chamou o filme de "melodrama musical." Grady disse que "toda a história é ridícula" e "as coincidências, comportamento e motivações desafiam a lógica, e que os personagens tiram pouco do talento dos actores." Edward Douglas no comingsoon.net disse: "não demorou muito para o filme para se revelar como de previsto".
Roger Ebert deu ao filme três estrelas, chamando-o de "um filme embebido em sentimentalismo, mas que é supostamente ser assim".
O filme foi comparado com Oliver Twist.
Shawn Johnson utilizou a música "August's Rhapsody" durante seu desempenho no exercício Floor, nos Jogos Olímpicos de Verão de 2008.

## Prémios
Segue-se uma lista de indicações e atribuições de prémios ao filme.
- 2008 -  Academy Awards, EUA

Nomeado para Melhor Música Escrita para Filme, Música original, por Jamal Joseph, Charles Mack e Tevin Thomas pela música "Raise It Up".
- 2008 - Academy of Science Fiction, Fantasy & Horror Films, USA

Vencedor para Melhor Desempenhado de Actor Jovem, por Freddie Highmore
Nomeado para Melhor Música, por Mark Mancina
- 2008 - Broadcast Film Critics Association Awards

Nomeado para Melhor Filme Familiar
Nomeado para Melhor Actor Jovem, Freddie Highmore
- 2008 - Golden Trailer Awards

Nomeado para Melhor Trailer de Animação/Familiar
- 2008 - Teen Choice Awards

Nomeada para Melhor Actriz Dramática, por Keri Russell
Nomeado para Melhor Filme Dramático
- 2008 - Young Artist Awards

Vencedor para Melhor Filme Familiar (Comédia ou Drama)
Vencedor para Melhor Actor Secundário em Filme de Fantasia ou Drama, por Leon Thomas III
Nomeado para Melhor Actor Jovem, por Freddie Highmore
Nomeado para Melhor Actriz Secundária, por Jamia Simone Nash[carece de fontes?]